# Улотина
Улотина (на сръбски: Улотина) е село в Черна гора, част от Община Андриевица. Населението на селото през 2003 година е 243 души, предимно етнически сърби.

## Население
- 1948 – 485 жители
- 1953 – 515 жители
- 1961 – 502 жители
- 1971 – 487 жители
- 1981 – 373 жители
- 1991 – 292 жители
- 2003 – 243 жители

### Етнически състав
(2003)
- 135 (55,55 %) – сърби
- 80 (32,92 %) – черногорци
- 1 (0,41 %) – хървати
- 1 (0,41 %) – македонци

|  | Тази страница частично или изцяло представлява превод на страницата „Улотина“ в Уикипедия на сръбски. Оригиналният текст, както и този превод, са защитени от Лиценза „Криейтив Комънс – Признание – Споделяне на споделеното“, а за съдържание, създадено преди юни 2009 година – от Лиценза за свободна документация на ГНУ. Прегледайте историята на редакциите на оригиналната страница, както и на преводната страница, за да видите списъка на съавторите. ВАЖНО: Този шаблон се отнася единствено до авторските права върху съдържанието на статията. Добавянето му не отменя изискването да се посочват конкретни източници на твърденията, които да бъдат благонадеждни. |